# 中国民主促进会河北省委员会
中国民主促进会河北省委员会，简称民进河北省委、河北民进，是中国民主促进会在河北省的地方组织。